# Galceran II de Pinós
Galceran II de Pinós fou un noble, senyor (1117-circa 1162) de les baronies i castells de Pinós, Vallmanya, l'Espà, Gósol, Saldes i Querforadat.
Fill de Galceran I de Pinós i Adelaida formà part del seguici del comte Ramon Berenguer III i Ramon Berenguer IV. Aquest últim li concedí els castells de Sant Martí de Tous, Queralt i Miralles, els quals, però, no romangueren dins els dominis familiars. S'especula que és el protagonista de la llegenda del Rescat de les Cent Donzelles, tot i que hi ha contradiccions entre la cronologia dels fets i la pròpia biografia del personatge que en fan dubtar. No consta, històricament, la participació de Galceran de Pinós en la conquesta d'Almeria, bé que és possible, ni consta tampoc que fos almirall. Tampoc no era fill de Berenguera de Montcada, com vol la llegenda, sinó d’Adelaida. Els seus nets Bernat, Ramon Galceran I, Pere i Berenguer Galceran de Pinós, que sí que foren fills d’una Berenguera, no pogueren pas participar en la conquesta d’Almeria per raons de cronologia.
El 17 d'abril de 1117 ratifica amb Umbert Josbert, senyor de Lavansa, el pacte signat entre son pare i l'anterior senyor de Lavansa, Ermengol Josbert, que afecta a la potestat dels castells de Josa, Ossera i Sant Romà, a favor dels Pinós, i el de Gósol a favor dels Lavansa. Figurà sovint en el seguici dels Comtes de Barcelona i fou un dels marmessors de Ramon Berenguer III (1130). Mort Umbert Josbert i amb ell extingit l'anel llinatge privatiu de la vall de La Vansa, el comte d’Urgell va haver d’infeudar les terres a uns nous senyors. Els beneficiaris foren els Pinós, nous senyors de la vall. El 20 de març de 1131, es produí la infeudació de l’honor per part del comte Ermengol VI d’Urgell a Galceran II de Pinós i al seu fill. L’any següent, el 23 de març de 1132, els Pinós subinfeudaren aquestes propietats, als Caboet, un altre dels llinatges emergents a la primera meitat del segle XII. El 1141 fou un dels signants del pacte de Carrión entre Ramon Berenguer IV i Alfons VII de Castella. Ell, o potser el seu fill, representà el comte en un plet que aquest tenia amb Pere de Puigverd pels castells de Piera i Prenafeta el 1157. Podría haver mort el 1162, data en què el seu fill jura fidelitat a Alfons I el Cast.
Va ser enterrat al Monestir de Santes Creus.

## Matrimoni i descendència
Es casà amb Estefania amb la qual tingué dos fills:
- Galceran III de Pinós hereu de la baronia de Pinós (?-1196)
- Pere (?-1196)